# L'Esprit de famille (série littéraire)
 (août 2016).
Pour les articles homonymes, voir L'Esprit de famille.
L'Esprit de famille est une série de six tomes écrite par Janine Boissard :
- L'Esprit de famille (1979)
- L'Esprit de famille - L'Avenir de Bernadette (1980)
- L'Esprit de famille - Claire et le bonheur (1981)
- L'Esprit de famille - Moi Pauline (1981)
- L'Esprit de famille - Cécile la poison (1984)
- L'Esprit de famille - Cécile et son amour (1984).

## Résumé
L'Esprit de famille est l'histoire de la famille Moreau : Charles le père, la mère et leurs quatre filles : Claire l'aînée ; Bernadette la seconde ; ensuite Pauline, et Cécile la benjamine. Les quatre premiers tomes sont racontés par Pauline alors que les deux derniers le sont par Cécile. 
L’Esprit de Famille raconte sur plusieurs années l’histoire de cette famille habitant à « La Marette », maison située dans un village à 25 km de Paris, et, plus particulièrement, des tranches de vie des quatre filles : leurs histoires d’amour, leurs colères, leurs problèmes, leurs sentiments, leurs projets. Chaque tome, hormis le premier plus général, se concentre sur le parcours d’une des filles, avec l’histoire des autres personnages en toile de fond.

## Personnages
- Charles Moreau : c’est le père des quatre sœurs. Il est médecin généraliste.
- Mme Moreau : elle est appelée « maman » par tout le monde. Elle est femme au foyer.
- Claire : elle a vingt et un ans dans le premier tome. Il est dit que c’est la plus belle des quatre. Elle est surnommée « la princesse ». Il lui est souvent reproché d’être dans la lune et indifférente au monde qui l'entoure.
- Bernadette : elle a dix-neuf ans dans le premier volume. Elle est surnommée « la Cavalière » car le cheval est sa passion. Elle s’est engagée au manège Heurte Bise. Son cheval préféré s’appelle Germain. Lorsqu’elle était petite elle voulait devenir un garçon. Elle emprunte les pipes de son père et ne veut pas porter de jupe. Son caractère fort et son impétuosité imposent le respect.
- Pauline : elle a dix-sept ans dans le premier volume. Elle n’a pas de surnom particulier mais elle n’aime pas son prénom. Elle demande qui elle est. Elle va tomber amoureuse d’un homme plus âgé.
- Cécile : la dernière. Elle a douze ans dans le premier volume. Elle possède un caractère difficile et mène la vie dure aux autres d’où son surnom « la poison ».